# سایکو میوزیک
سایکو میوزیک (انگلیسی: Syco Music) شرکت سرگرمی بریتانیایی است، که در سال ۲۰۰۲ تأسیس شد.